# Milano-Torino 2006
La Milano-Torino 2006, novantunesima edizione della corsa, si svolse il 4 marzo 2006, per un percorso totale di 199 km. Venne vinta dallo spagnolo Igor Astarloa che terminò la gara in 4h30'36".

## Squadre partecipanti
| N.     | Cod. | Squadra                          |
| ------ | ---- | -------------------------------- |
| 1-10   | MRM  | Team Milram                      |
| 11-20  | ASA  | Acqua & Sapone                   |
| 21-30  | A2R  | AG2R Prévoyance                  |
| 31-40  | BAR  | Barloworld                       |
| 41-50  | FLM  | Ceramica Flaminia                |
| 51-60  | PAN  | Ceramiche Panaria-Navigare       |
| 61-70  | COF  | Cofidis, le Crédit par Téléphone |
| 71-80  | LAM  | Lampre-Fondital                  |
| 81-90  | LIQ  | Liquigas                         |
| 91-100 | MIE  | Miche                            |

| N.      | Cod. | Squadra                          |
| ------- | ---- | -------------------------------- |
| 101-110 | NSM  | Naturino-Sapore di Mare          |
| 111-120 | ODL  | OTC Doors-Lauretana              |
| 121-130 | PHO  | Phonak Hearing Systems           |
| 131-140 | CLM  | Selle Italia-Serr. Diquigiovanni |
| 141-150 | AGC  | Androni Gioc.-3C Casalinghi Jet  |
| 151-160 | CSC  | Team CSC                         |
| 161-170 | LPR  | Team LPR                         |
| 171-180 | TEN  | Tenax-Salmilano                  |
| 181-190 | TUC  | C.B. Immobiliare-Universal Caffè |

## Ordine d'arrivo (Top 10)
| Pos. | Corridore         | Squadra      | Tempo    |
| ---- | ----------------- | ------------ | -------- |
| 1    | Igor Astarloa     | Barloworld   | 4h32'32" |
| 2    | Franco Pellizotti | Liquigas     | s.t.     |
| 3    | Mirko Celestino   | Team Milram  | s.t.     |
| 4    | Alessandro Ballan | Lampre       | s.t.     |
| 5    | Erik Zabel        | Team Milram  | s.t.     |
| 6    | Stefano Garzelli  | Liquigas     | s.t.     |
| 7    | Luca Mazzanti     | Cer. Panaria | s.t.     |
| 8    | Gabriele Bosisio  | Tenax        | s.t.     |
| 9    | Andrea Tonti      | Acqua & Sap. | s.t.     |
| 10   | Sergio Barbero    | Selle Italia | s.t.     |